# Prosopeia
Prosopeia es un género de aves psitaciformes de la familia Psittacidae que agrupa a tres especies nativas de las selvas de las islas de Fiyi, aunque una de ellas lleva siglos introducida en Tonga.

## Especies
El género contiene tres especies que según el orden filogenético de la lista del Congreso Ornitológico Internacional son:
- Papagayo escarlata - Prosopeia splendens (Peale, 1848);
- Papagayo enmascarado - Prosopeia personata (G.R.Gray, 1848);
- Papagayo granate - Prosopeia tabuensis (J.F.Gmelin, 1788).